# Ashcroft 4
Ashcroft 4 är ett reservat i Kanada. Det ligger i provinsen British Columbia, i den södra delen av landet, 3 400 km väster om huvudstaden Ottawa.
Trakten runt Ashcroft 4 består i huvudsak av gräsmarker. Trakten är nära nog obefolkad, med mindre än två invånare per kvadratkilometer.